# Infini (album)
Pour les articles homonymes, voir Infini (homonymie).
Albums de Voivod
Katorz
(2006) Tatsumaki: Voivod in Japan
(2009)
Infini est le douzième album studio et au total le quinzième album du groupe québécois Voivod. L'album contient les derniers enregistrements de leur guitariste décédé en 2005 d'un cancer du côlon, Denis "Piggy" D'Amour. Il s'agit aussi du dernier album avec Jason Newsted, qui se retira de la scène musicale pour s'occuper davantage de ses productions en studio. L'album est la suite directe de Katorz et les membres du groupe, tout comme les fans et la critique, pensèrent qu'il s'agissait du dernier album du groupe, impression renforcée à la fois par le titre-même de l'album et par l'impossibilité de prévoir que les concerts avec les nouveau et ancien membres, Daniel "Danimal" Mongrain et Jean-Yves "Blacky" Thériault, allaient avoir un succès énorme au point de permettre au groupe de continuer son chemin, malgré tout.
Musicalement, l'album est plus diversifié que Katorz qui était très direct et simple. Sur cet album se trouvent non seulement des chansons plus directes allant vers le hard rock, mais aussi des pièces qui sont clairement influencés par les racines du groupe dans le thrash metal et le metal progressif. L'album est considéré comme une sorte de compilation, réunissant des éléments de chaque phase du groupe d'une manière assez complète et diversifiée. En revanche, certains fans du groupe reprochent à l'album de ne pas avoir de véritable ligne conductrice, leur laissant l'impression d'une œuvre morcelée.
Les chansons Global warning, la plus connue et généralement la plus positivement critiquée par les journalistes et les fans, ainsi que Earthache furent publiées avant la sortie de l'album. Les chansons Global warning et Treasure chase sont régulièrement jouées lors des spectacles les plus récents du groupe.
Concernant le futur du groupe, le chanteur Denis "Snake" Bélanger affirme au début de l'année 2010 qu'il existe encore d'autres enregistrements de Denis "Piggy" D'Amour et que le groupe songe à travailler avec mais peut-être pas sous le nom de Voivod, ces pièces allant dans une direction qui s'approche plutôt du rock alternatif. Il déclare aussi qu'un projet avec un orchestre pourrait être envisagé. À l'occasion d'un entretien accordé en juin 2010, le batteur Michel "Away" annonce que le groupe a fait quelques jams sessions et qu'il veut essayer d'écrire et produire quelques titres en studio avec Daniel "Danimal" Mongrain pour voir ce que cela peut donner.

## Membres du groupe
- Denis (Snake) Bélanger : Chant
- Denis (Piggy) d'Amour : Guitare
- Jason (Jasonic) Newsted : Basse
- Michel (Away) Langevin : Batterie

## Liste des morceaux
1. God Phones - 5:07
2. From the Cave - 2:55
3. Earthache - 3:21
4. Global Warning - 4:41
5. A Room with a V.U. - 4:50
6. Destroy After Reading - 4:27
7. Treasure Chase - 3:38
8. Krap Radio - 3:45
9. In Orbit - 4:12
10. Deathproof - 3:35
11. Pyramidome - 4:28
12. Morpheus - 5:32
13. Volcano - 7:39